# Reixes
|  | Per a altres significats, vegeu «reixa». |

Les Reixes és un cim (200 msnm, IGN) situat dins el municipi valencià del Campello, a la comarca de l'Alacantí.
Es troba a uns centenars de metres al nord de la torre del barranc d'Aigües. Sembla que el tossal del penya-segat era la fita de la Vila Joiosa amb Alacant i fita costanera també del Regne de València en la primera frontera determinada per Jaume I i l'infant Alfons de Castella, en el tractat d'Almizra. Com a conseqüència d'un plet territorial amb Alacant que va durar 250 anys, la fita del terme de la Vila Joiosa va retrocedir al Carritxar. Posteriorment, quan el Campello es va segregar d'Alacant, les Reixes va passar a formar part del seu terme municipal. El toponímic les Reixes, molt probablement, prové de la semblança que té, des de la mar, el penya-segat amb una reixa, amb barranquets verticals i estrats horitzontals. Les Reixes ha esdevingut una senya de la navegació costanera entre els mariners de la Vila Joiosa i el Campello.